# Château de Saint-Diéry
Le château de Saint-Diéry est un château situé à Saint-Diéry, dans le département français du Puy-de-Dôme.

## Généralités
Le château est situé à Saint-Diéry, dans le département français du Puy-de-Dôme, en région Auvergne-Rhône-Alpes, en France. Il est construit sur une esplanade basaltique qui se prolonge à l'ouest par une butte circulaire qui aurait été l'emplacement d'un ancien château,,. Une chapelle du XIe siècle est présente à proximité du château.

## Histoire
Le château existant est construit au XIIIe siècle ou XIVe siècle, probablement en remplacement d'une construction romane, comme en témoigne le donjon roman qui subsiste à l'angle sud-est. Les routiers s'emparent du château au XIVe siècle.
La chapelle du château est classée au titre des monuments historiques par arrêté du 15 janvier 1903 ; le reste du château est partiellement inscrit par arrêté du 28 juillet 1998, annulant une inscription MH de 1985. Le clocher de la chapelle est reconstruit en 1963.

## Description
Le corps de logis est renforcé d'un système défensif. Le donjon roman à l'ouest s'élève sur trois étages avec salle voûtées en berceau et rez de chaussée ayant servi de citerne voûté d'arêtes. 
L'intérieur est refait au XVIIIe siècle avec boiseries, papiers peint d’époque Directoire.

## Galerie

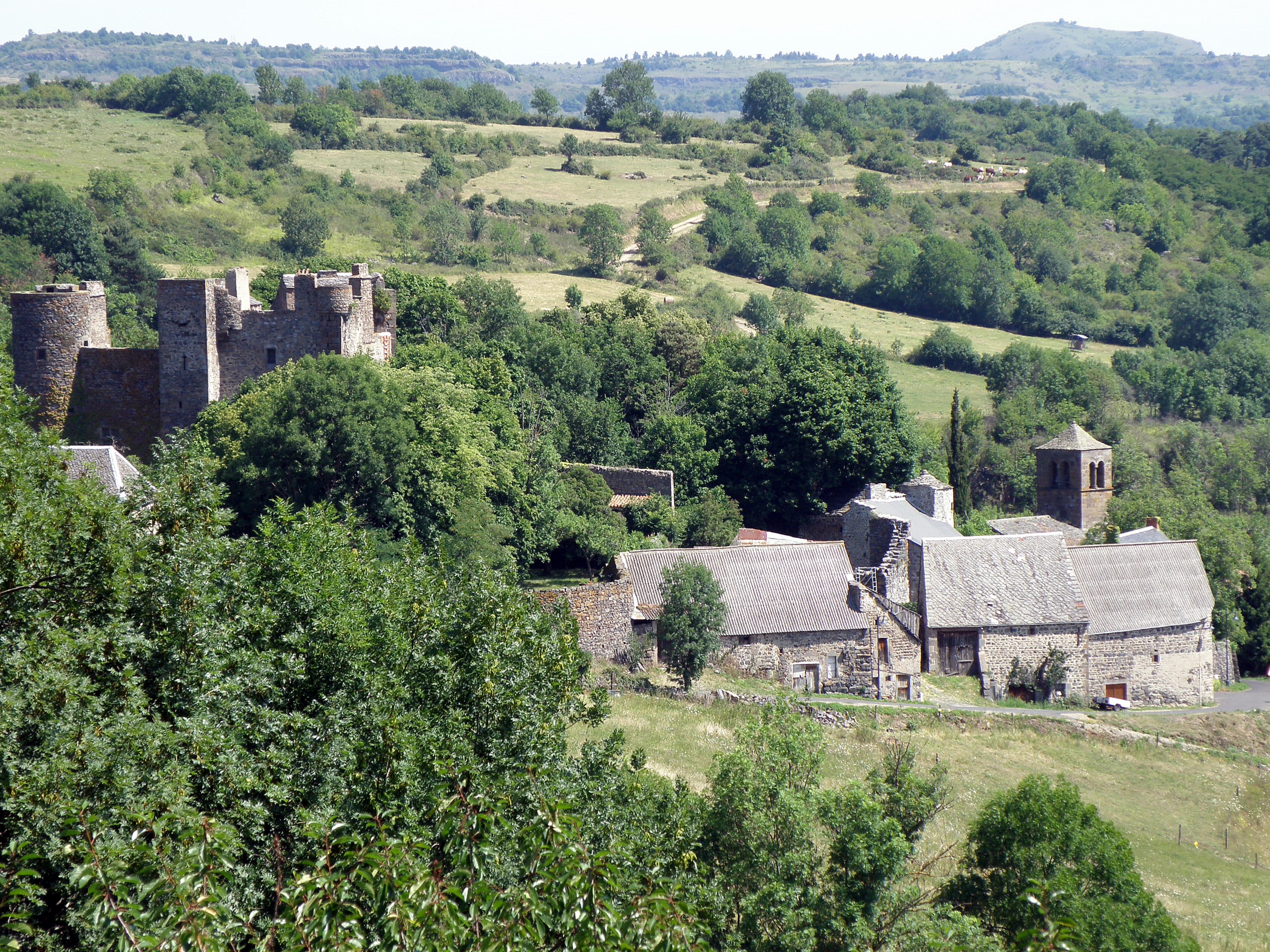
Vue générale château et chapelle
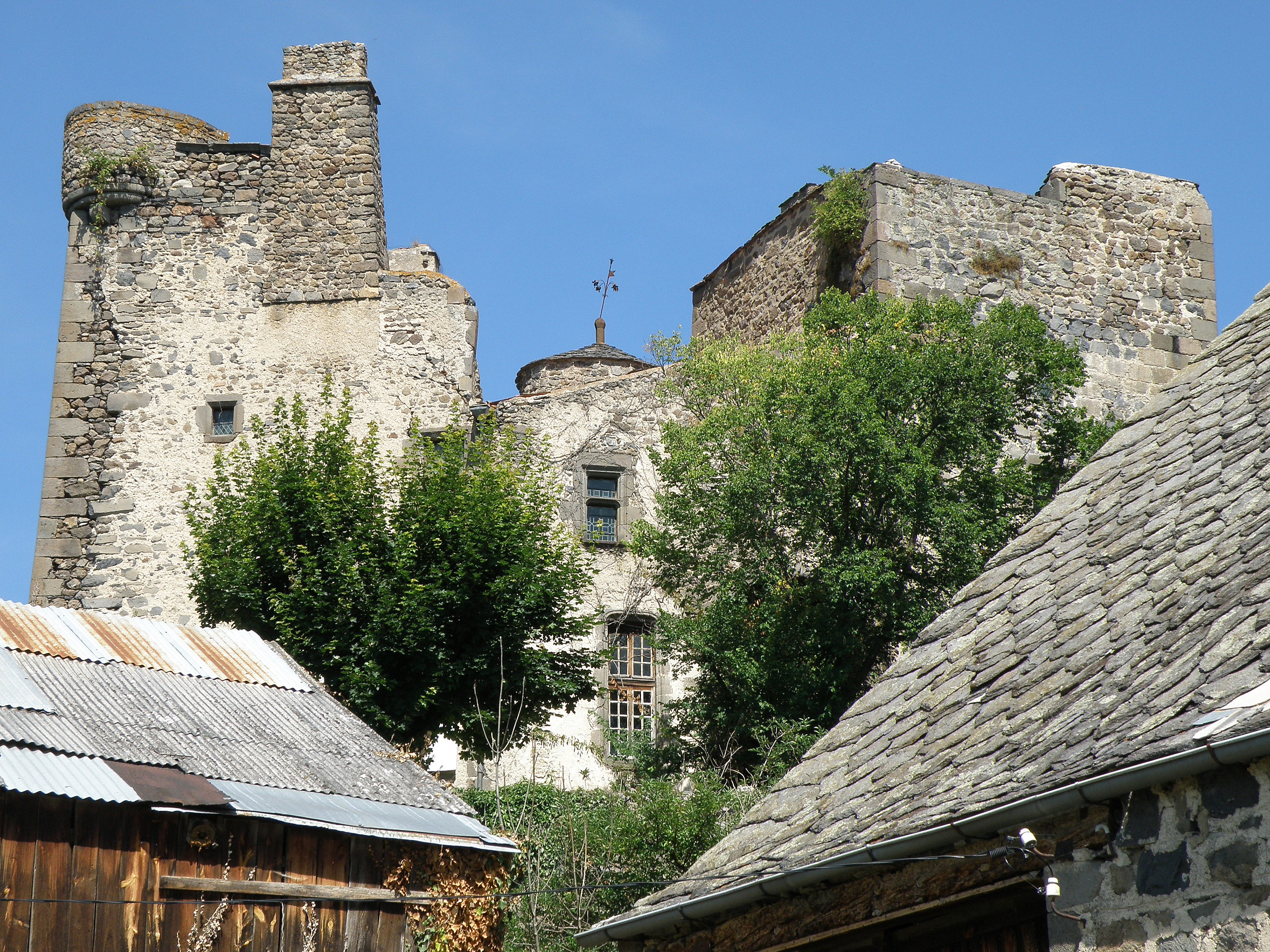
Château
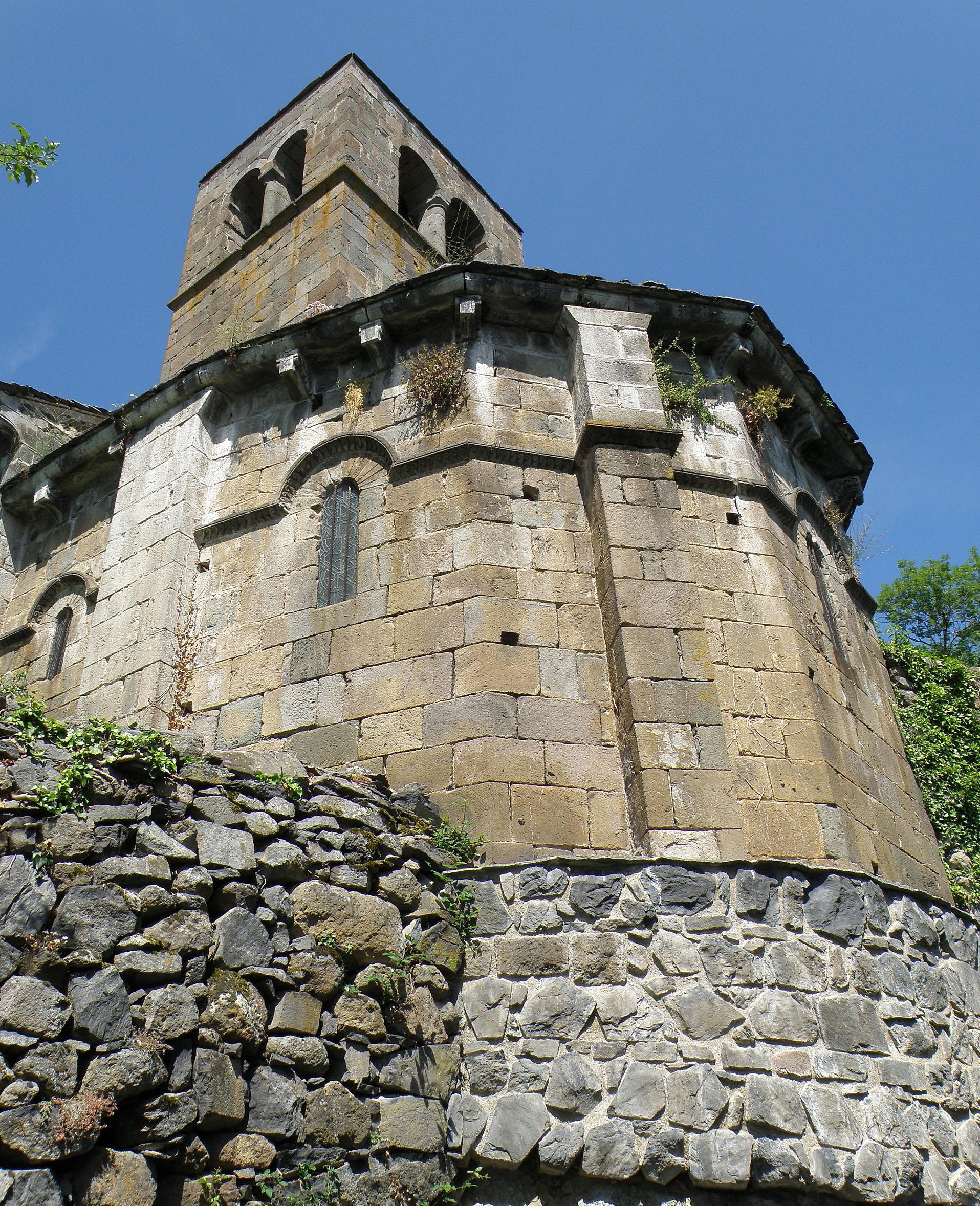
Chapelle du château